# Väinö Huhtala
Väinö Veikko Huhtala (* 24. Dezember 1935 in Revonlahti bei Siikajoki; † 18. Juni 2016 in Jämsä) war ein finnischer Skilangläufer, der in den späten 1950er und in den 1960er Jahren startete.
Sein bedeutendster Erfolg ist der Gewinn der Goldmedaille mit der finnischen 4 × 10-km-Staffel bei den Olympischen Winterspielen 1960. Jeweils eine Staffelsilbermedaille gewann er bei den Weltmeisterschaften 1962 und den Olympischen Winterspielen 1964. Huhtalas bestes Ergebnis in einem olympischen Einzelrennen ist der vierte Platz im 15-Kilometer-Lauf 1964. Außerdem siegte er im Jahr 1960 bei den Svenska Skidspelen mit der Staffel. Bei finnischen Meisterschaften gewann er viermal mit der Staffel (1960, 1961, 1963, 1964) und zweimal über 15 km (1961, 1962). Sein Bruder ist der ehemalige Skilangläufer Eino Huhtala.

## Erfolge
- Olympische Winterspiele 1960 in Squaw Valley: Gold mit der Staffel
- Olympische Winterspiele 1964 in Innsbruck: Silber mit der Staffel
- Nordische Skiweltmeisterschaften 1962 in Zakopane: Silber mit der Staffel